# الكسندر براون (مهندس)
الكسندر براون (بالإنجليزية: Alexander Brown)‏ هو مهندس نيوزيلندي، ولد في 23 فبراير 1830، وتوفي في 22 يناير 1913.